# Dlažov
Obec Dlažov (něm. Glosau) se nachází v okrese Klatovy, kraj Plzeňský. Žije zde 483 obyvatel.

## Historie
První písemná zmínka o obci je z roku 1379. Majitelé jsou známi až od 16. století, kdy jimi byli Janovští z Janovic, kteří zde postavili panské sídlo. Dalšími vlastníky tohoto poplužního dvora byli Příchovští z Příchovic, Kocové z Dobrše, Voršila Dejmová ze Střítěže a po dalších změnách se vše dostalo do rukou Hohenzollernů. Tvrz s poplužním dvorem stávala uprostřed obce, ještě v roce 1940 sloužila potřebám obce, ale byla ve špatném stavu. V roce 1946 vyhořela a poté byla odstraněna. Zachoval se pouze sklepní prostor – zčásti používaný jako septik.

## Pamětihodnosti
- kostel svatého Antonína Paduánského
- kaple svatého Jana Nepomuckého v Mileticích
- Na kopci nad obcí se ve výšce 642 m nachází kaple svaté Markéty z 1. poloviny 19. století. U ní byla 1. ledna 2014 otevřena nová volně přístupná rozhledna s kruhovým výhledem.

## Části obce
- Dlažov
- Buková
- Miletice
- Nová Víska
- Soustov
- Vráž

## Galerie

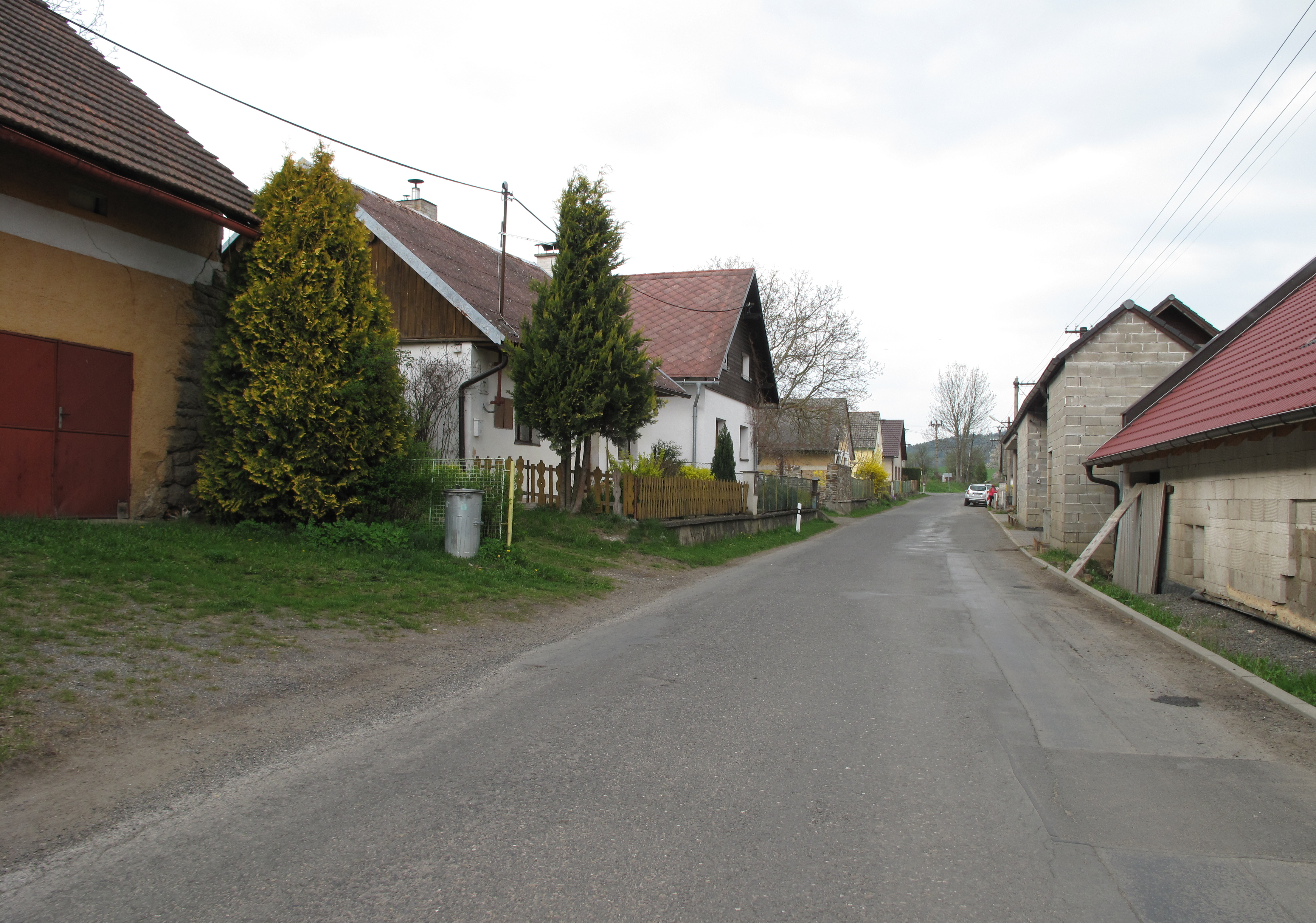
Místní silnice
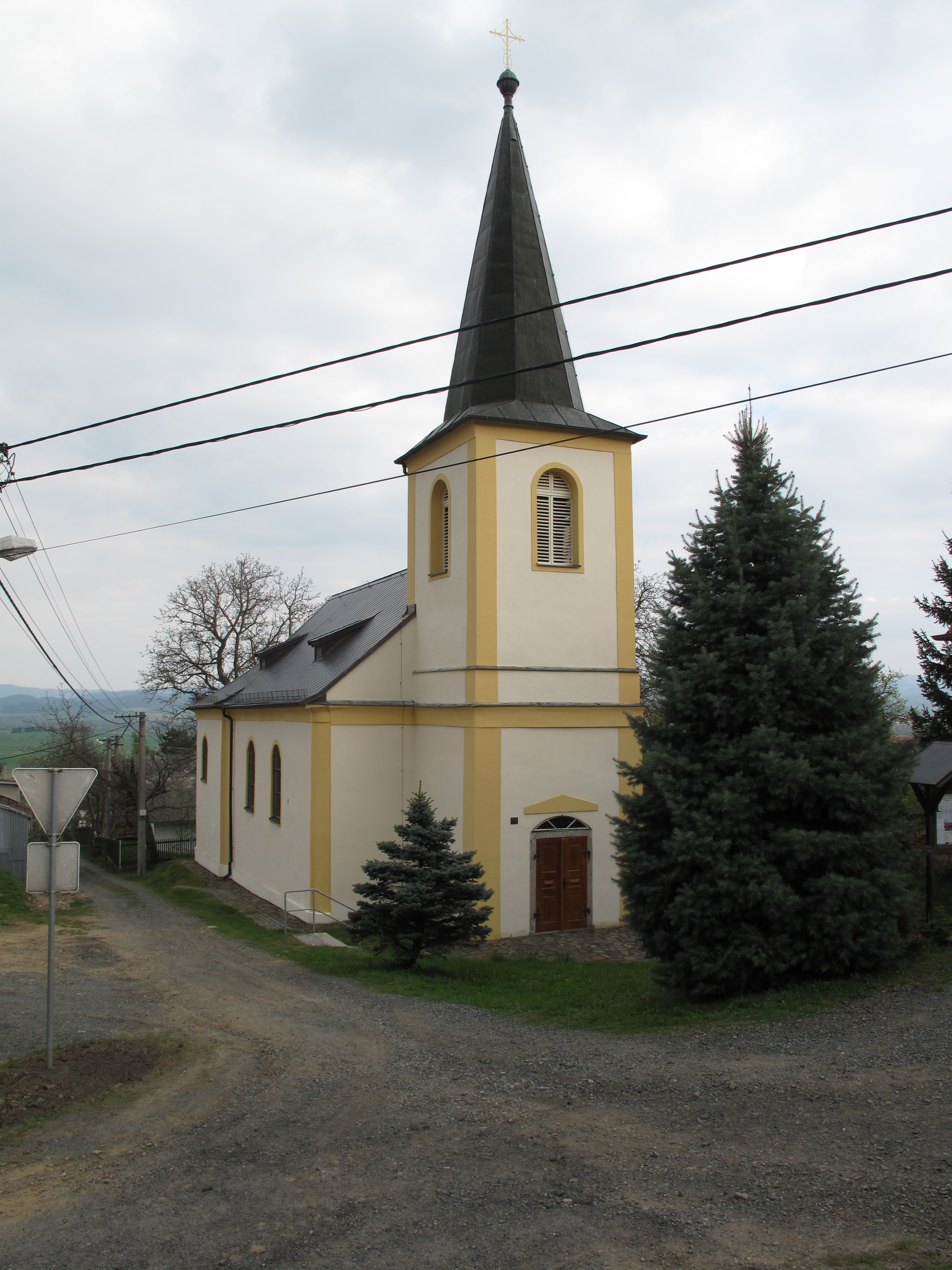
Kostel sv. Antonína Paduánského
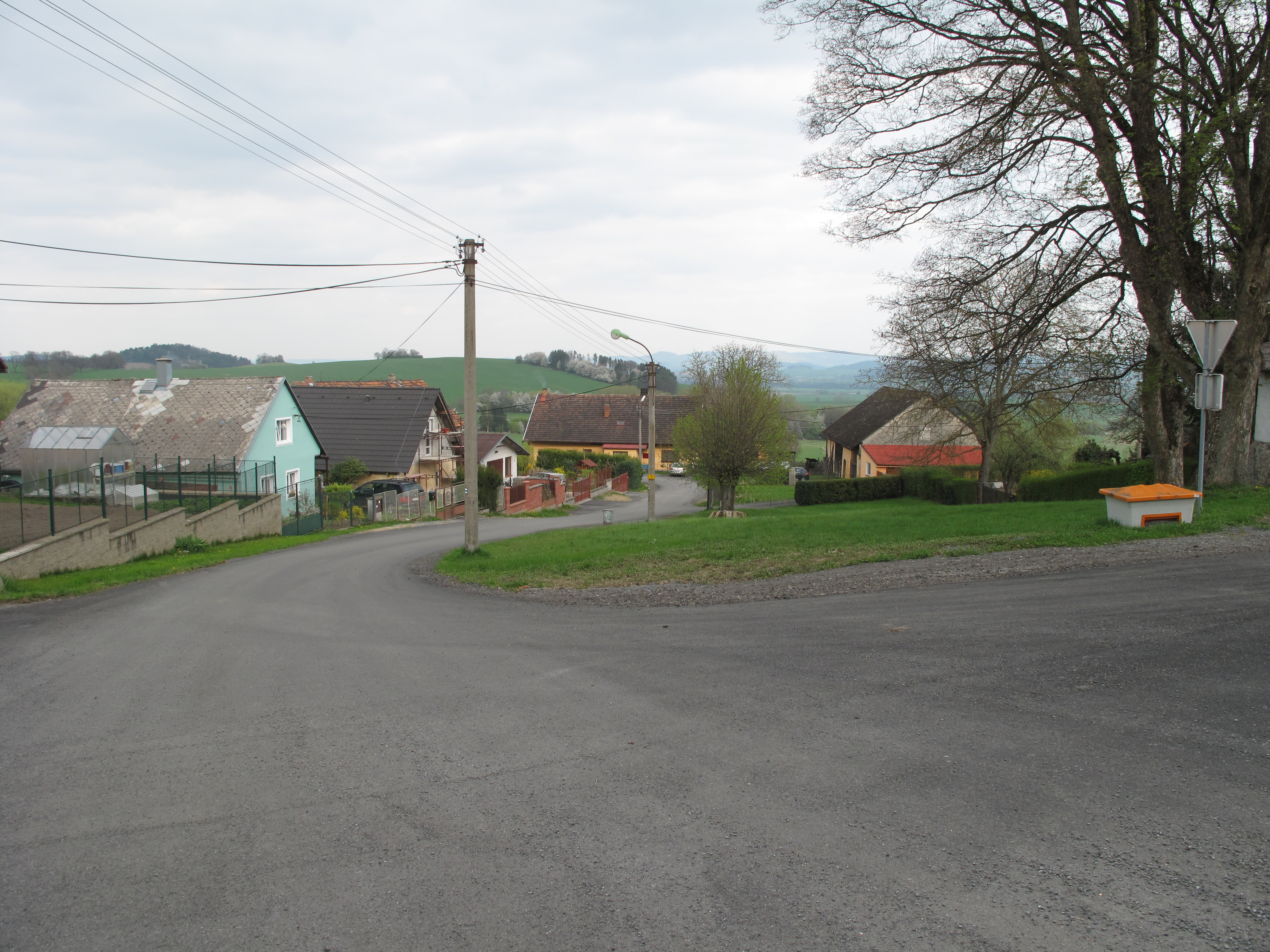
Náves